# Suha (Živinice)
Pour les articles homonymes, voir Suha.
Suha (en cyrillique : Суха) est une localité de Bosnie-Herzégovine. Elle est située dans la municipalité de Živinice, dans le canton de Tuzla et dans la fédération de Bosnie-et-Herzégovine. Selon les premiers résultats du recensement bosnien de 2013, elle compte 2 048 habitants.

## Géographie
Le village est situé au sud-est du lac de Modrac.

## Démographie

### Évolution historique de la population dans la localité
| 1948 | 1953 | 1961 | 1971  | 1981  | 1991  | 2013  |
| ---- | ---- | ---- | ----- | ----- | ----- | ----- |
| -    | -    | 924  | 1 337 | 1 647 | 1 802 | 2 048 |

|  |